# Riverworld
Riverworld é um telefilme do canal Syfy baseado na série de Philip José Farmer, escrito por Robert Hewitt Wolfe e dirigido por Stuart Gillard, com Tahmoh Penikett e Laura Vandervoort.

## Sinopse
Matt, um jornalista, e sua noiva são mortos por uma explosão provocada por um ataque terrorista. Eles então acordam em um estranho universo chamado Riverworld que mantém as almas de todos aqueles que um dia já passaram pela Terra e que é uma espécie de purgatório.